# Autosan

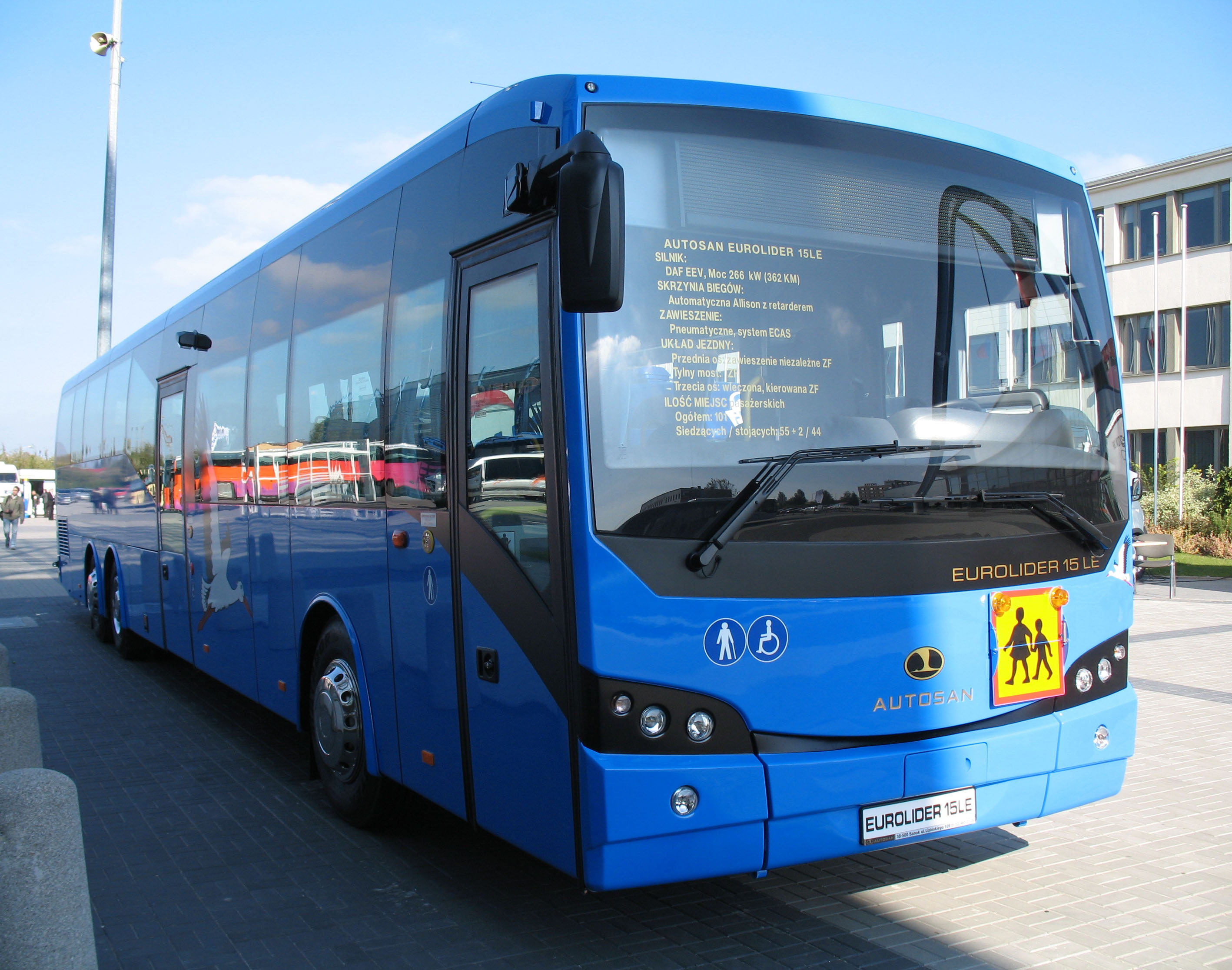
Ortssammanbindande bussar med lågt insteg Autosan Eurolider 15 LE

Autosan SA är en polsk busstillverkare. Företaget är beläget i Sanok, Polen. I dess försäljningsnätverk ingår europeiska länder (även icke-EU-sådana), Afrika och Asien. För närvarande producerar Austosan cirka 300 bussar per år.
Produkter:
- linjebussar
- turistbussar
- ortssammanbindande bussar
- stadsbussar

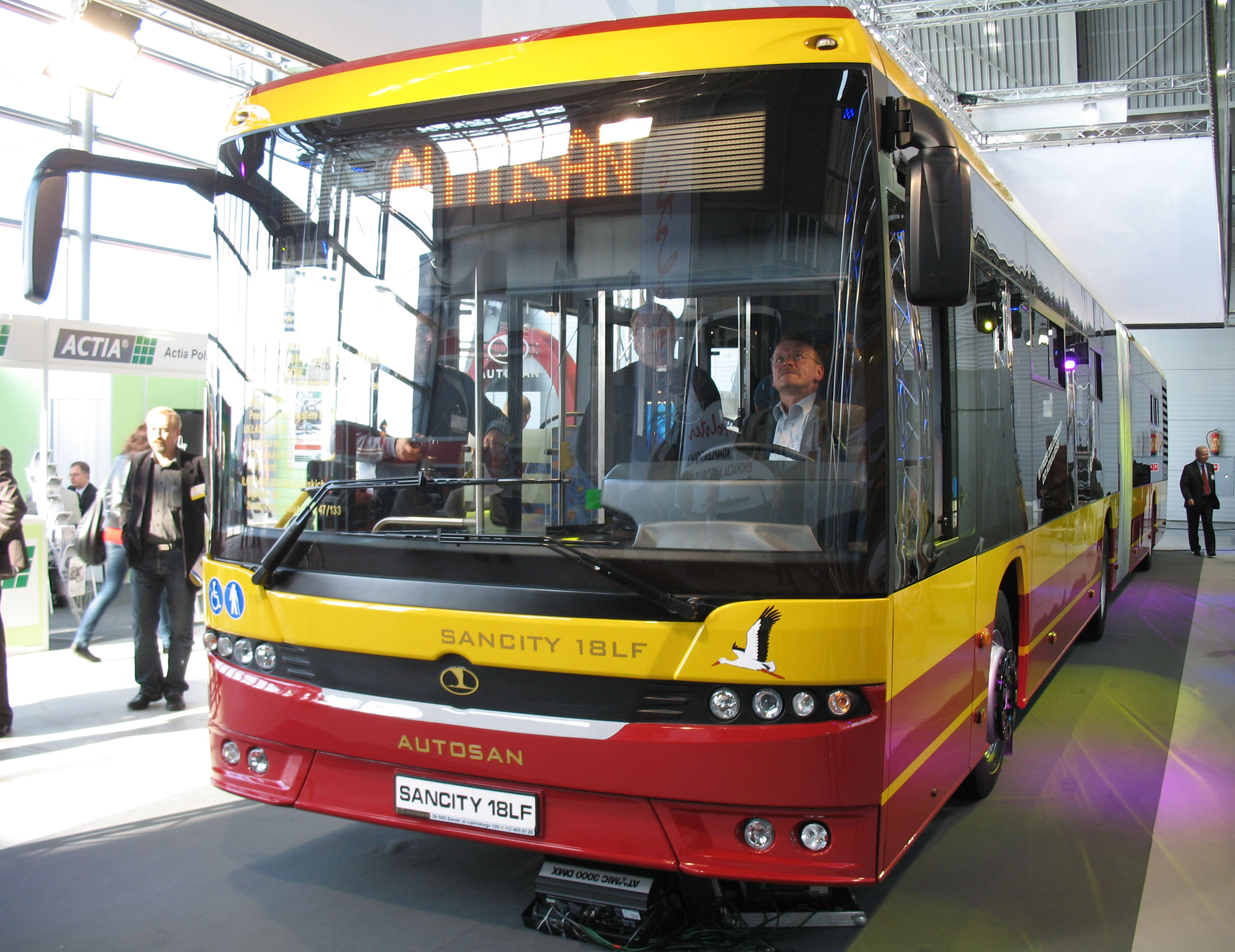
Stadsbussar Autosan Sancity 18 LF

- särskilda bussar (fängelseskåpbilar, polisbussar, skolbussar)
- reservdelar till tåg